# آندروندرونو
آندروندرونو (به لاتین: Androndrono) یک منطقهٔ مسکونی در ماداگاسکار است که در ماروآنت‌سترا واقع شده‌است. آندروندرونو ۱۱٬۰۰۰ نفر جمعیت دارد و ۸۴۵ متر بالاتر از سطح دریا واقع شده‌است.